# Les Belles Endormies
Les Belles Endormies (眠れる美女, Nemureru Bijo) est un roman court de l'écrivain japonais Yasunari Kawabata, paru en 1961.
Il a été traduit en français en 1970 par René Sieffert, pour les éditions Albin Michel.

## Résumé
Le vieil Eguchi, 67 ans, découvre sur l'invitation d'un ami une maison un peu particulière. Elle accueille les vieillards, devenus « hommes de tout repos », et leur permet de passer la nuit avec des jeunes filles, suffisamment droguées pour que rien ne puisse les réveiller.
Au cours de cinq nuits ainsi passées, Eguchi aura le temps de réfléchir à sa vie, à ses amours, à la mort qui le guette et à la décrépitude et au déshonneur que constitue la vieillesse pour un homme.

## Adaptations
au cinéma
- 1968 : Les Belles Endormies, film de Kōzaburō Yoshimura.
- 1992 : The Bedroom de Hisayasu Satō.
- 2001 : Bellas durmientes de Eloy Lozano.
- 2006 : Das Haus der schlafenden Schönen de Vadim Glowna.
- 2010 : Joseph et la Fille, de Xavier de Choudens, s'inspire de l'ouvrage.
- 2011 : L'ouvrage est une des sources d'inspiration du film australien Sleeping Beauty, présenté au Festival de Cannes 2011.

au théâtre
- 1997 : Les Belles Endormies, mise en scène de Hans-Peter Cloos.

en littérature
- Dans L'Avion de la belle endormie (es) en 1982 du recueil Douze contes vagabonds, Gabriel García Márquez s'inspire et cite l'ouvrage[2]. Il en fera une reprise avec Mémoire de mes putains tristes.